# Bystřice nad Pernštejnem
Bystřice nad Pernštejnem là một thị trấn thuộc huyện Žďár nad Sázavou, vùng Vysočina, Cộng hòa Séc.